# 克里斯塔爾赫爾松足球會
克里斯塔爾赫爾松足球會(Krystal Kherson)是一支位於烏克蘭赫爾松的職業足球會，目前於烏克蘭足球乙級聯賽角逐。

## 外部連結
- Official web site （页面存档备份，存于） （俄文）